# Спи, моя радість, засни
«Спи моя радість, засни» (нім. Schlafe, mein Prinzchen, schlaf' ein, дослівно — «Спи, мій маленький принц, засинай»), одна з найвідоміших колискових німецького походження.
Оригінальний текст цієї колискової склав Фрідріх-Вільгельм Ґоттер у XVIII столітті. Протягом багатьох років вважалося, що мелодію написав Вольфґанґ-Амадей Моцарт. Пізніше, однак, автором мелодії стали вважати Бернгарда Фліса. Нині авторство також приписують Йоганну-Фрідріху-Антонові Фляйшману.
У радянські часи ця пісня набула широкої популярності в російському перекладі С. Свириденко і в 1986—1994 роках звучала як заставка до передачі «На добраніч, малюки!» (рос. «Спокойной ночи, малыши!»).
Існують декілька перекладів цієї пісні українською мовою, зокрема - Ю. Отрошенка, С. Свириденко, Ольги Токар